# Isacco Sciaky
Isacco Sciaky (Salonicco, 1896 – Gerusalemme, 1979) è stato un filosofo greco di religione ebraica.

## Biografia
Nato a Salonicco da famiglia ebraica di origini italiane, giunge a Roma nel 1917 (pochi mesi prima dello scoppio dell'incendio della sua città) per proseguire i propri studi di filosofia. Nei primi anni Venti lavora presso la Banca di Sconto sino al suo fallimento. Sempre a Roma è tra i fondatori del gruppo sionistico "Avodà", guidato da Enzo Sereni e Mosè Beilinson e sostenitore di una rigenerazione dell'ebraismo diasporico. Dal 1924 al 1925 collabora in qualità di capo-redattore con il settimanale Israel, diretto da Dante Lattes e Alfonso Pacifici. Nel 1926 si laurea in filosofia teoretica a Firenze sotto la guida di Eustachio Paolo Lamanna con una tesi su Immanuel Kant. Dal 1929 insegna nei licei italiani filosofia e storia (Brescia e poi Firenze). Dal 1932 al 1935 insegna presso le scuole italiane all'estero di Istanbul e di Alessandria d'Egitto. Nel 1936 ottiene la libera docenza in filosofia, che gli consentirà d'insegnare per un anno a Firenze (passando avanti al giovane Eugenio Garin, che all'epoca non aveva ancora ottenuto la libera docenza ma era solo cultore della materia) e a Urbino (tenendo anche il corso di Letteratura francese, poi assegnato a Carlo Bo). Dopo la promulgazione delle leggi razziali fasciste, esattamente nell'autunno del 1939 riesce a emigrare con la sua famiglia in Palestina. Qui, dopo le difficoltà iniziali, insegna diritto ed economia a Tel Aviv, prima di ottenere negli anni Cinquanta una cattedra di Filosofia all'Università Ebraica di Gerusalemme. Contrariamente ad altri ebrei italiani vicini al partito revisionista sionista di Vladimir Žabotinskij, come il pedagogista ferrarese Renato Cohen, Sciaky non rientrerà mai più in Italia (pur avendo riottenuto la libera docenza nel 1955). Coltiverà rapporti a distanza con Ugo Spirito e l'Università La Sapienza; collaborerà con varie riviste di filosofia del diritto, tra cui quella diretta da Norberto Bobbio.
Vicino al sionismo politico (ne scrive sin dai primi anni venti su Israel, nel 1925 è a Tripoli in qualità di rappresentante ufficioso dell'organizzazione sionistica), Sciaky non disdegna l'attività scientifica e pedagogica a fianco dell'attualismo gentiliano e della pedagogia idealistica di Ernesto Codignola. Collabora con le riviste Civiltà Moderna e La Nuova Italia. Dal 1932 è ufficialmente il rappresentante del partito revisionista sionista italiano presso il Ministero degli Affari Esteri (incontra il ministro plenipotenziario Raffaele Guariglia e il marchese Alberto Theodoli, presidente della Commissione permanente dei Mandati presso la Società delle Nazioni), dove cercherà di favorire un avvicinamento tra il fascismo mussoliniano e la causa jabotinskiana. Dopo la promulgazione delle leggi razziali fasciste e il "tradimento" del "maestro" Giovanni Gentile, Sciaky abbandonerà la sua attività politica-diplomatica per dedicarsi completamente ai propri studi di filosofia morale prima e filosofia del diritto poi.

## Opere
- Il Sionismo. Firenze, 1932;
- Cartesio, I principi della filosofia, Libro I (Principi della conoscenza umana), traduzione, introduzione e commento di I. Sciaky. Firenze, 1932;
- Il problema dell'oggettività. Firenze, 1935;
- Il problema dello Stato nel pensiero del Rousseau con appendice di saggi kantiani. Firenze, 1938);
- Avviamento storico allo studio della filosofia, vol. I: Da Talete a Occam. Firenze, 1938;
- Lo sviluppo costituzionale in Israel, "Il Politico", 2, 1953;
- Sul concetto di rappresentanza politica e sul suo significato giuridico, "Rivista internazionale di filosofia del diritto", 23, maggio-giugno 1955.

## Studi
- V. Pinto, Sionismo e idealismo. Note sull'incontro tra revisionismo sionista e attualismo militans nel pensiero e nell'opera di Isacco Sciaky, “L'Acropoli”, aprile 2002, pp. 131–164;
- Stato e libertà. Il carteggio Jabotinsky-Sciaky, a cura di V. Pinto. Soveria Mannelli (CZ), Rubbettino, 2002;
- V. Pinto, Mitologie del realismo? La galassia del sionismo revisionista nell'Italia fascista (1922-1938), in Gli ebrei e la destra. Nazione, stato, identità, famiglia, a cura di Paolo L. Bernardini, Gadi Luzzatto Voghera e Piergabriele Mancuso. Roma, Aracne, 2007, pp. 95–140;
- I. Sciaky, Il salonicchiota in nero. Ebraismo e sionismo nella Nuova Italia fascista (1918-38), a cura di V. Pinto. Livorno, 2009;
- V. Pinto, Ebraismo inter homines o in interiore judaeo? Educazione e politica nel socialismo nazionale di Enzo Sereni, “Studi Storici”, L, 2, aprile-giugno 2009, pp. 459–479;
- A. Giacobazzi, L'Asse Roma-Berlino-Tel Aviv. I rapporti internazionali delle organizzazioni ebraiche, dell'organizzazione sionista e del movimento sionista revisionista con l'Italia fascista e la Germania nazionalsocialista. Rimini, Il Cerchio, 2010.